# Fort Matanzas
Fort Matanzas è un forte spagnolo 23 km a sud di St. Augustine (Florida) negli Stati Uniti d'America ed occupa un'area 0,4 km² sulle due isole di Anastasia Island e Rattlesnake Island alla foce del fiume Matanzas.

## Storia

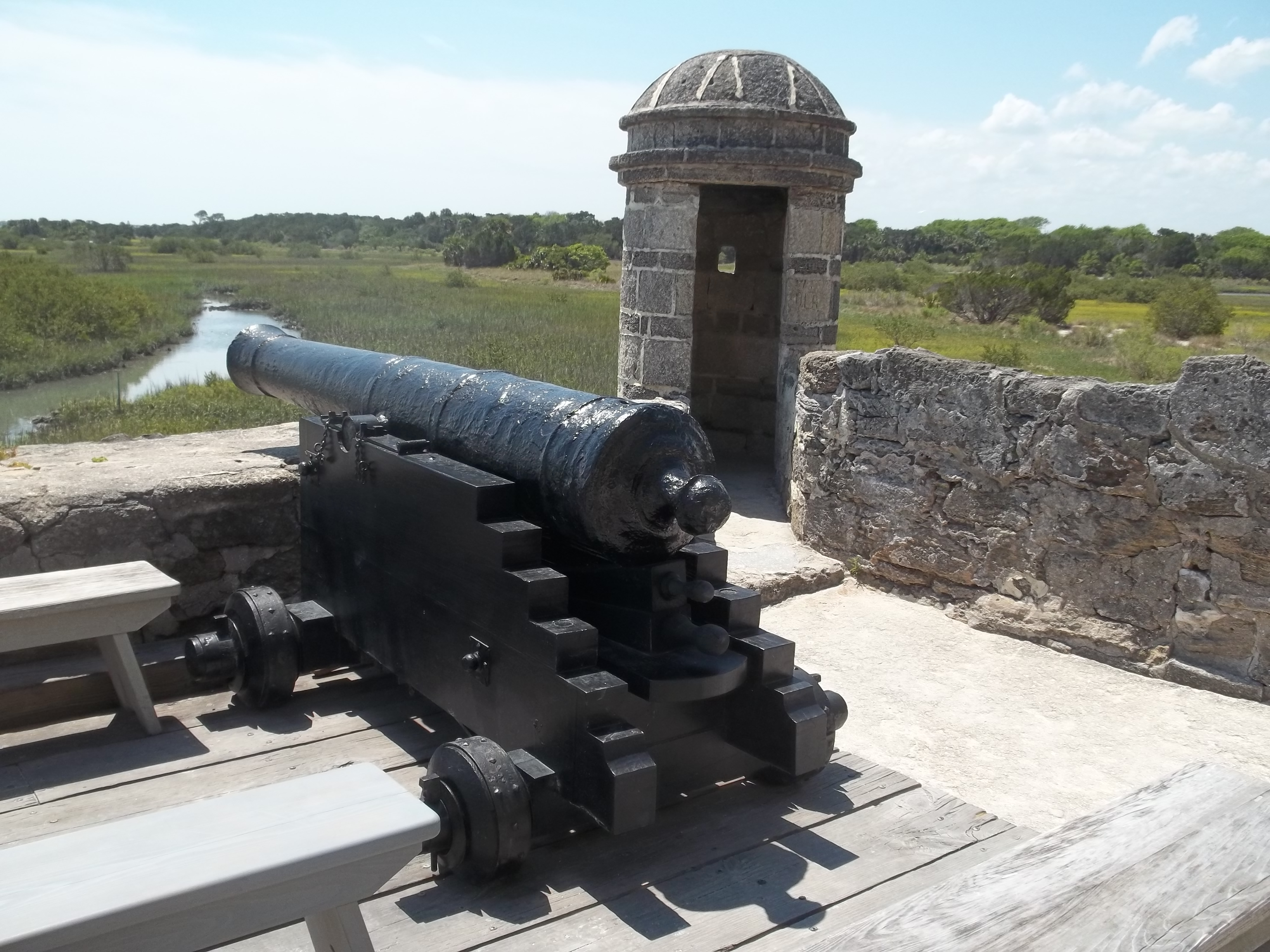
Cannone

Fort Matanzas fu costruito dagli spagnoli nel 1742 per controllare la foce del fiume Matanzas. Il nome Matanzas ("macello" in spagnolo) derivava dall'uccisione da parte degli spagnoli nei confronti dei coloni francesi superstiti di Fort Caroline e comandati da Jean Ribault, avvenuta nel 1565 in quella zona. Il fiume rappresentava una delle vie di accesso alla città di St. Augustine, in parallelo alla difesa principale della città rappresentato dal Castillo de San Marcos. Infatti, nel 1740 il governatore James Edward Oglethorpe della Georgia usò l'insenatura per bloccare St. Augustine e lanciare un assedio durato 39 giorni, al quale la città fu comunque in grado di resistere.
La costruzione iniziò con sotto la direzione del governatore Manuel de Montiano e venne completata nel 1742. Pedro Ruiz de Olano fu il direttore dei lavori e la manovalanza fu prevalentemente costituita da schiavi da Cuba.
Il forte, noto agli spagnoli come Torre de Matanzas, è una struttura in mattoni fatta in "coquina", un materiale di costruzione derivato da depositi di materiale organico. La costruzione ha lati di 15 m ed ha una torre di 9,1 m. La forza presente al forte era di solito costituita da un ufficiale, quattro soldati e due artiglieri e provenivano dalle truppe in servizio a St. Augustine. Erano presenti cinque cannoni — quattro da 6 libbre (57 mm) e uno da 8 libbre; tutte le armi riuscivano a raggiungere l'insenatura, che era distante meno di 800 m.
Nel 1742, quando il forte era quasi completato, gli inglesi, con Oglethorpe al comando, si avvicinarono all'insenatura con 12 navi. Il fuoco dei cannoni respinse le barche degli esploratori e le navi da guerra si allontanarono senza attaccare il forte. Questa fu l'unica azione di guerra che vide coinvolto il forte.
Il forte conobbe un lento declino dalla perdita delle Florida da parte degli spagnoli nel 1763 con il trattato di Parigi, nonostante la sua riconquista con il trattato del 1783. Quando gli Stati Uniti presero il controllo della Florida nel 1821, il forte era ridotto ad una rovina.
I lavori di restauro iniziarono negli anni 1920 dopo che il forte divenne monumento nazionale.

## Note

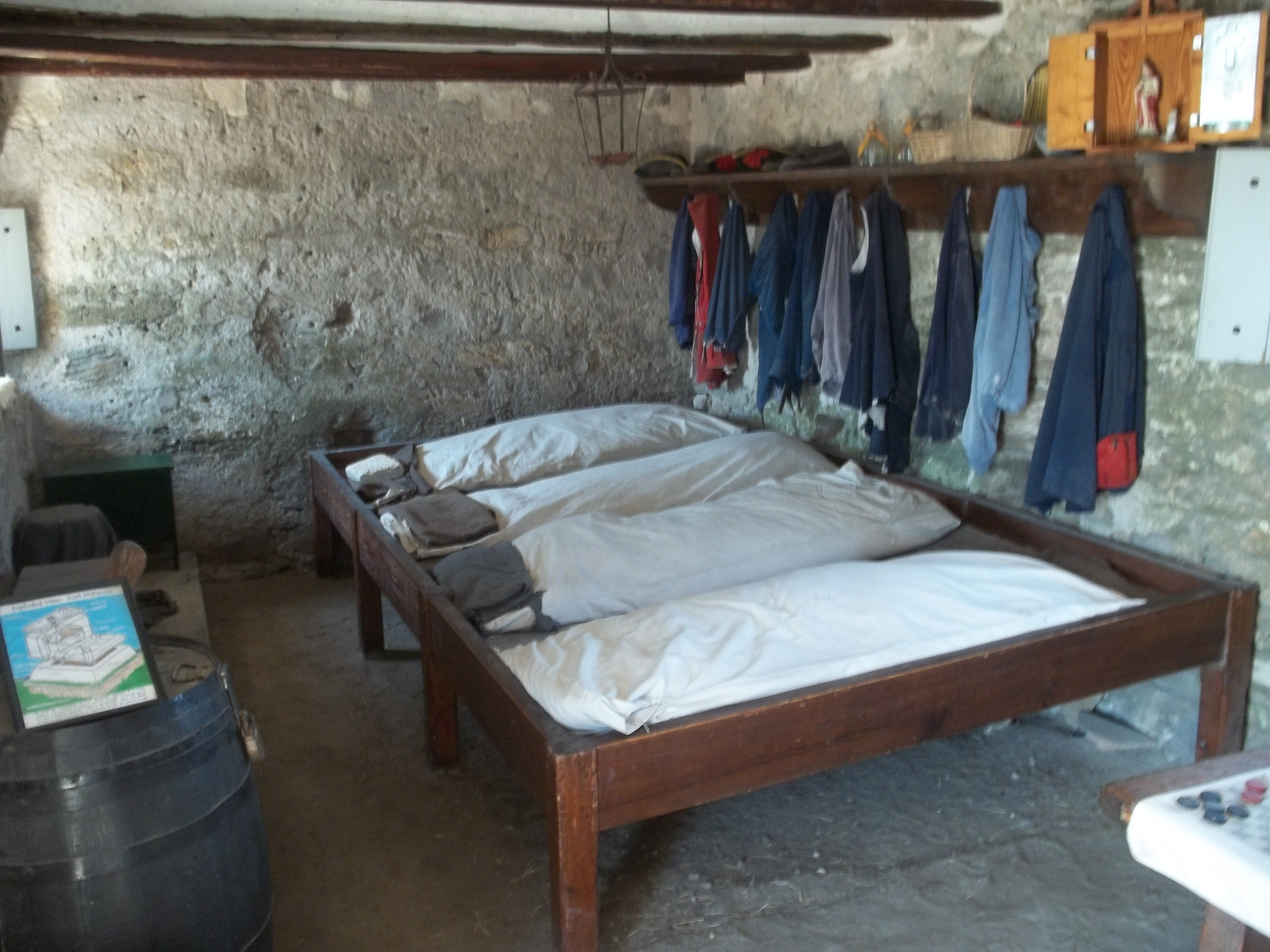
Interno